# Astragalus aschuturi
Astragalus aschuturi är en ärtväxtart som beskrevs av Boris Fedtjenko. Astragalus aschuturi ingår i släktet vedlar, och familjen ärtväxter. Inga underarter finns listade i Catalogue of Life.